# Abbey Gate (Kent)
Abbey Gate – wieś w Anglii, w hrabstwie Kent. Leży 3 km na północny zachód od miasta Maidstone i 50 km na południowy wschód od centrum Londynu.